# Ángel Edmundo Orellana Mercado
Ángel Edmundo Orellana Mercado (* 20. Oktober 1948 in Juticalpa, Departamento de Olancho) war Verteidigungsminister von Honduras im Kabinett von Manuel Zelaya.
Er studierte Rechtswissenschaft an der Universidad Nacional Autónoma de Honduras und schloss diese mit dem Titel des Licenciado en Derecho ab. Er erhielt einen Notarssitz Exe quatu de Notario Público und promovierte zum Doktor des Verwaltungsrechts in Italien.
1976 wurde Orellana Professor an der Fakultät für Rechtswissenschaft an der Universidad Nacional Autónoma de Honduras. Von 1982 bis 1985 war er Direktor der Abteilung Fondo Hondureño de Previsión im Ministerium Secretaría de Planificación, Coordinación y Presupuesto. Er war von 1988 bis 1994 als Richter am Revisionsgericht Magistrado de la Corte de Apelaciones tätig.
Das Parlament berief ihn zum Generalstaatsanwalt, ein Amt, das er von 1994 bis 1999 ausführte. 1999 wurde er zum ständigen Vertreter der Regierung von Honduras bei den Vereinten Nationen in New York ernannt. 2005 wurde er als Abgeordneter in das Parlament von Honduras gewählt.
Orellana ist ein renommierter Autor von mehr als 20 politischen und juristischen Werken. Daneben hat er Aufsätze über gesellschaftliche Themen, welche im Centro de Documentación de Honduras (CEDOH) veröffentlicht wurden und verfasste hunderte Artikel für honduranische Zeitungen und Fachzeitschriften.
Er schrieb die ersten Entwürfe des honduranischen Verwaltungsgesetzes, von Verwaltungsausführungsbestimmungen und der Verwaltungsgerichtsordnung Honduras.
Für seine schöpferische und wissenschaftliche Arbeit verlieh ihm der Staat Honduras 1992 den Premio Nacional de Ciencias José Cecilio del Valle und die Anwaltsvereinigung eine goldene Feder Juris Máxima Pluma de Oro.

## Kabinett Zelaya
Von 27. Januar 2006 bis 1. Februar 2008 war Orellana Regierungs- und Justizminister.
Ab 1. Februar 2008 war Orellana Außenminister von Honduras im Kabinett von Manuel Zelaya. In seiner Amtszeit als Außenminister wurden Anfang Januar 2009 im Außenministerium Stellen gestrichen. Ende Januar 2009 löste Patricia Rodas, Orellana als Außenministerin ab und Orellana löste Arístides Mejía Carranza als Verteidigungsminister ab, welcher zum stellvertretenden Präsidenten wurde.
2009 kam es in Honduras zu einem Verfassungskonflikt. Zelaya verfügte eine Volksabstimmung am 28. Juni 2009 zu der Frage, ob bei der Präsidentenwahl eine weitere Urne aufgestellt werden würde, in welcher darüber abgestimmt werden sollte, ob das zu wählende Parlament eine verfassungsgebende Versammlung sein soll. Sowohl das Parlament als auch der Oberste Gerichtshof erklärten diese Volksabstimmung für illegal.
Zelaya ordnete an, dass die Armee Wahlurnen für diese Abstimmung verteilen sollte. Der Oberbefehlshabende der Armee Romeo Vásquez Velásquez unterband die Ausführung dieser Anordnung und Orellana reichte seinen Rücktritt als Minister ein. Zelaya nahm am 24. Juni 2009 den Rücktritt von Orellana an und entließ Romeo Vásquez Velásquez als Oberbefehlshaber. In der Folge kam es zum Staatsstreich in Honduras 2009.
Von der neuen Regierung unter Roberto Micheletti wurde Orellana als Botschafter zu den Vereinten Nationen entsandt.